# Галлико, Паоло

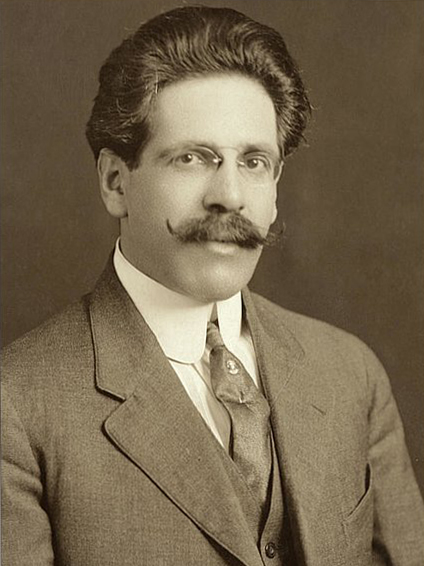

Паоло Галлико (итал. Paolo Gallico; 13 мая 1868, Триест — 6 июля 1955, Нью-Йорк) — американский пианист и композитор итальянского происхождения. Отец писателя Пола Гэллико.
Окончил Венскую консерваторию по классу фортепиано Юлиуса Эпштейна, среди его учителей был также Антон Брукнер. В 15-летнем возрасте выступил с первым сольным концертом, гастролировал в Италии, Германии, России и др.
С 1892 г. жил и работал в США. Концертировал в Нью-Йорке как солист, в середине 1900-х гг. выступал в составе фортепианного трио (с Александром Заславским и Генри Брамсеном). 31 января 1910 г. без репетиций (вместо поссорившегося с дирижёром на репетиции и отказавшегося играть Йозефа Вайса) выступил как солист в Карнеги-холле с Нью-Йоркским филармоническим оркестром под управлением Густава Малера. Вёл также преподавательскую деятельность (среди его учеников, в частности, Фредерик Джейкоби и Джером Керн).
В дальнейшем посвятил себя преимущественно композиции. За ораторию «Апокалипсис» для шести солистов, хора и оркестра был удостоен премии Национальной федерации музыкальных клубов (1921). Среди других сочинений Галлико — опера «Арлекин» (1926), Всемирная рапсодия (англ. Rhapsodie Mondiale; 1927) и «Монтерейская рапсодия» (1929) для оркестра, Септет для фортепиано, валторны, струнного квартета и контральто (1924), фортепианный квинтет, многочисленные фортепианные пьесы. Под редакцией Галлико издавались в США фортепианные произведения Ференца Листа, Эдварда Грига и др.